# 牛场苗族彝族乡 (六盘水市)
牛场苗族彝族乡是中华人民共和国贵州省六盤水市六枝特区下辖的一个民族乡。

## 行政区划
牛场苗族彝族乡下辖以下村级行政区划单位：
黔中村、云盘村、牛场村、尖岩村、黄坪村、平寨村、箐脚村、新隆村和大箐村。